# Cours de Verdun
Le cours de Verdun est une large avenue autoroutière située dans le 2e arrondissement de Lyon. Depuis 1972, il accueille la jonction entre les autoroutes A6 et A7, qui traversent la Presqu'île.

## Situation
Le cours de Verdun est situé sur la Presqu'île de Lyon entre les quartiers d'Ainay et de Perrache. Il relie les quais de la rive gauche de la Saône (quai Maréchal-Joffre et quai Rambaud) aux quais de la rive droite du Rhône (quai du Docteur-Gailleton et quai Perrache). D'ouest en est, il prolonge le pont Kitchener-Marchand et il est prolongé par le pont Gallieni. La place Carnot est établie en son milieu, au nord. 

## Origine du nom

### Dénominations antérieures
- Cours Bertin
- Cours du Midi
- Cours Napoléon

### Dénomination actuelle
Le cours prend la dénomination de cours de Verdun en 1916 (par délibération municipale du 21 août) pour rendre hommage à la bataille de Verdun.

## Historique

### La création du cours
L'idée de créer une grande promenade transversale reliant le Rhône et la Saône est intimement liée à celle des projets d'extension de la Presqu'île aux XVIIe et XVIIIe siècles. Elle apparaît ainsi dans les projets de Jules Hardouin-Mansart en 1677 et de Guillaume Marie Delorme en 1738.
C'est finalement le projet d'Antoine-Michel Perrache qui est retenu. Une promenade plantée est tracée au nord de la gare d'eau prévue par l'ingénieur. Mais située en position basse, elle est souvent inondée, ce qui rend la zone peu praticable. Un nouveau projet de cours ombragé est adopté par la ville le 5 germinal an XI. Mais ce projet n'est pas suivi d'effet car on projette de construire un palais impérial pour Napoléon à son emplacement. 
En 1811, une indiennerie est créée en 1811 entre le quai Gailleton, le cours de Verdun, la rue Duhamel et la rue de la Charité. Elle est ensuite transformée en manufacture des tabacs.
Le projet de palais impérial est abandonné et en 1815 un nouveau projet de cours est présenté par Louis Cécile Flacheron, architecte de la ville. Le terrain est remblayé et le nivellement du quartier neuf (au nord du cours du Midi) est achevé en 1822. Le 2 décembre 1826, le gabarit des élévations à donner aux immeubles bordant le côté sud du cours, qui est devenu selon la ville « l'une des plus belles promenades de la ville », est arrêté par la municipalité. Le terrain est encore remblayé à la fin des années 1820.
En 1828, un pont de bois relie le cours du Midi à la rive droite de la Saône (pont Kitchener-Marchand), mais ce n'est qu'en 1847 que la liaison est faite avec la rive gauche du Rhône (pont Gallieni). Le cours est alors terminé. Il est au croisement d'un axe nord-sud (actuelle rue Victor-Hugo et cours Charlemagne) et d'un axe ouest-est. Le cours est une étape des diligences sur l’axe Paris–Lyon–Saint-Étienne–Marseille[réf. nécessaire]. Des lieux de restaurations y ouvrent, comme la brasserie Georges en 1836.

### De 1853 à 1971

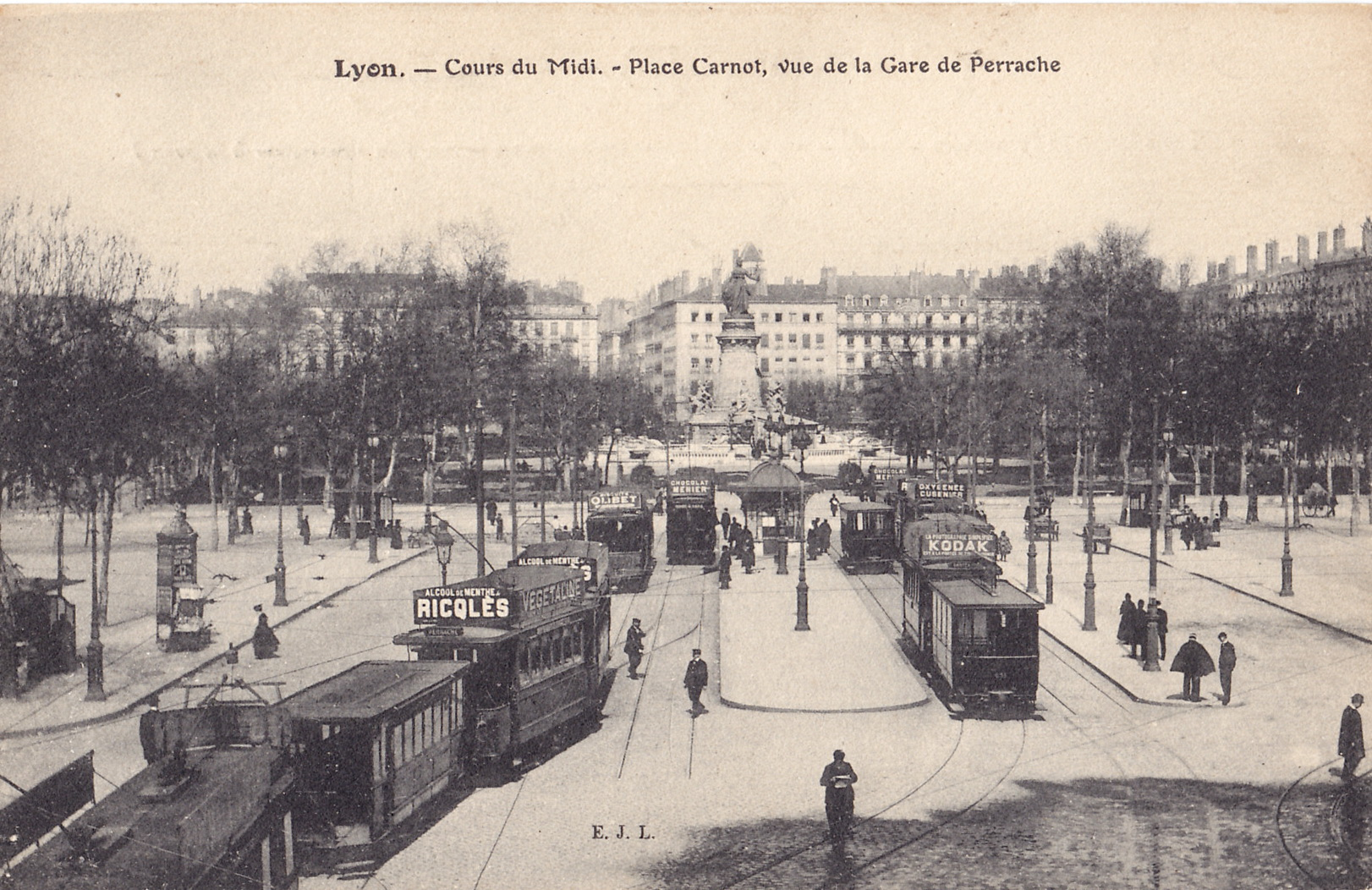
Cours du Midi et Place Carnot vers 1900.

En 1853, cependant, la gare de Lyon-Perrache est construite en remblai, cassant la perspective nord-sud. Des hôtels sont construits de part et d'autre de la gare. À la fin du XIXe siècle, la continuité de la promenade est-ouest va de plus être altérée par l'aménagement d'une vaste station pour les tramways entre la gare et la place Carnot.
En 1859, Guillaume Rinck ouvre la brasserie du chemin de fer à côté de la gare. L'hôtel Terminus est construit entre 1802 et 1806.
Le cours de Verdun reste toutefois une large avenue tranquille et bordée de dizaines d'arbres et de places fleuries. Très large, il accueille une large esplanade permettant l'accès à la gare de Perrache, dont il offrait un point de vue direct. On y organise de nombreuses manifestations, comme les foires expositions. Dans les guides touristiques, il est vanté comme étant un des plus beaux endroits de la ville de Lyon, offrant une promenade entre le Rhône et la Saône.
En 1938, l'ancienne manufacture de tabacs est détruite. Dans les années 1950, l'actuel lycée Récamier est construit à son emplacement.

### Depuis 1971
Dans le troisième quart du XXe siècle toutefois, la situation se dégrade. Des parcs de stationnement sont aménagés et le trafic des voitures et trolleys augmentent. En 1958, l'État propose un projet de tunnel autoroutier sous la colline de Fourvière débouchant sur le cours de Verdun et assurant la jonction de deux nouvelles autoroutes A6  et A7 (autoroute du Soleil) qui longe la Presqu'île sur sa partie sud-est le long du quai Perrache.
Le tunnel de Fourvière est inauguré le 8 décembre 1971. Au débouché du tunnel, l'autoroute est directement reliée au cours de Verdun. Le 8 décembre 1972, commencent les travaux du centre d'échanges de Perrache dans la partie centrale du cours où s'enchevêtrent une dizaine de voies routières et autoroutières. Le centre d'échanges est inauguré en juin 1976. À cette occasion, le préfet de l'époque Jacques Pellissier déclare : « On a saccagé une des plus belles perspectives de Lyon ». 
Conséquence de la disparité de la rue, tiraillée entre les multiples voies rapides qui la traversent, le cours de Verdun est désormais divisé en quatre parties : 
- le cours de Verdun Perrache au sud-est ;
- le cours de Verdun Récamier au nord-est ;
- le cours de Verdun Gensoul au nord-ouest ;
- le cours de Verdun Rambaud au sud-ouest.

Dans le cadre du grand projet du quartier de la Confluence, qui vise à réhabiliter entièrement la partie sud de la Presqu'île, il a été évoqué la destruction de l'échangeur et le déplacement vers l'ouest des autoroutes A6 et A7, visant à redonner au cours de Verdun son aspect antérieur.